# 阿尔米塞拉
阿尔米塞拉，是西班牙巴伦西亚自治区巴伦西亚省的一个市镇。总面积7平方公里，总人口247人（2001年），人口密度35人/平方公里。